# Vorle
Vorle (ryska: Ворле) är ett vattendrag i Belarus.   Det ligger i voblasten Vitsebsks voblast, i den nordöstra delen av landet, 220 km nordost om huvudstaden Minsk.
Omgivningarna runt Vorle är en mosaik av jordbruksmark och naturlig växtlighet. Runt Vorle är det ganska tätbefolkat, med 139 invånare per kvadratkilometer.